# Billy Howells
William Mansel Howells (sinh ngày 20 tháng 3 năm 1943) là một cầu thủ bóng đá chuyên nghiệp người Anh thi đấu ở vị trí hậu vệ.